# Kutuh

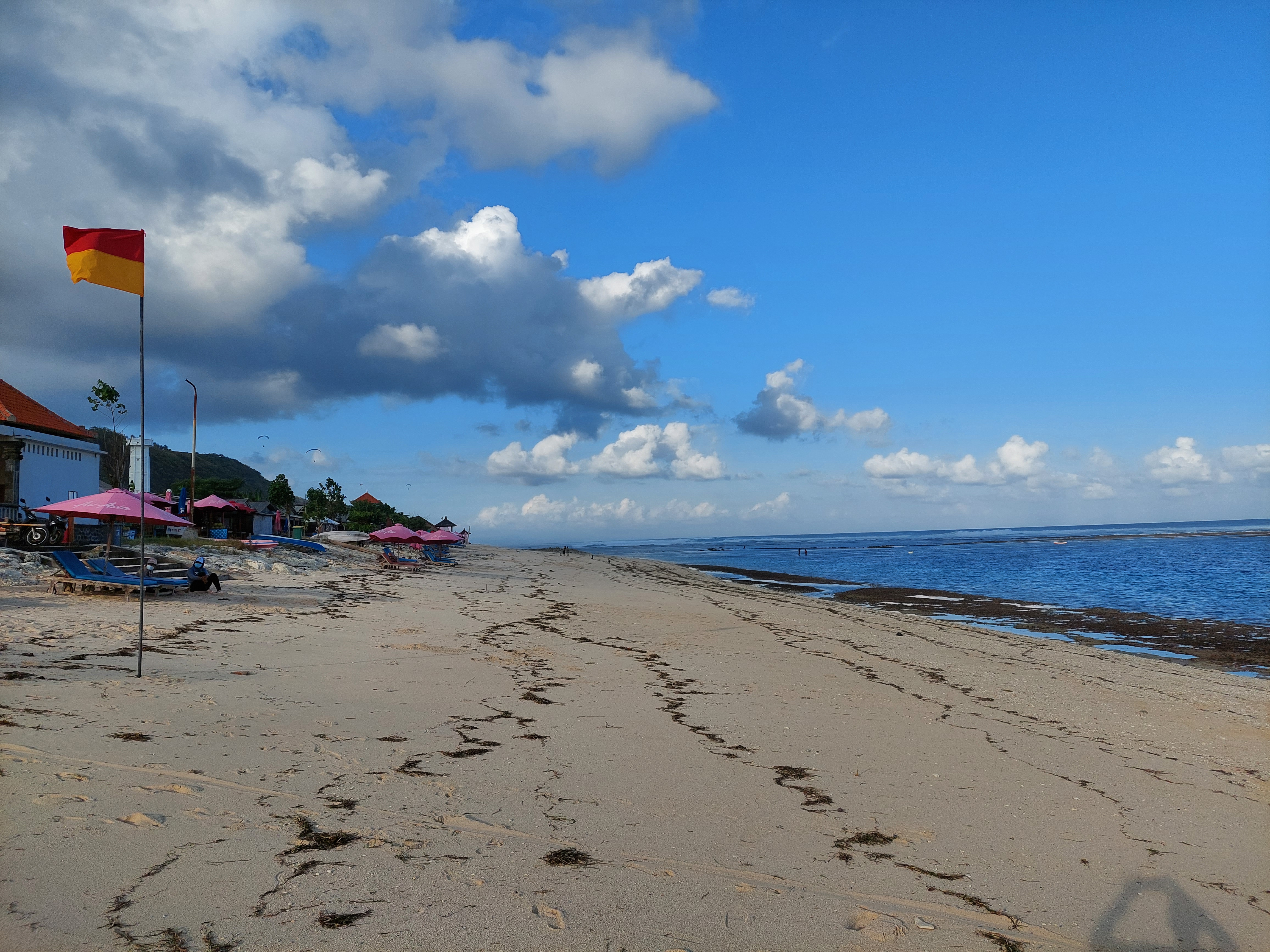
Pantai Pandawa

Kutuh ist indonesisches Desa („Dorf“) im Distrikt Kuta Selatan im Regierungsbezirk Badung. Es ist ein Touristen- und Wohngebiet an der Südküste der Bukit-Halbinsel der indonesischen Insel Bali. Ende 2021 lebten hier reichlich 5000 Menschen.
Im Süden von Kutuh befindet sich der bei Touristen und Einheimischen beliebte Strandanlage Pantai Pandawa.
| Desa     | Fläche 2021 | Volkszählung | Volkszählung | Fortschreibung Ende 2021 | Fortschreibung Ende 2021 | Fortschreibung Ende 2021 |
| Desa     | Fläche 2021 | 2010         | 2020         | 2021                     | Dichte                   | Sex Ratio                |
| -------- | ----------- | ------------ | ------------ | ------------------------ | ------------------------ | ------------------------ |
| Kutuh000 | 10,61       | 3.606        | 5.322        | 5.102                    | 480,87                   | 102,64                   |